# Älvsby landskommun
Älvsby landskommun var en tidigare kommun i Norrbottens län. Centralort var Älvsbyn och kommunkod 1952-1968 var 2504.

## Administrativ historik
När 1862 års kommunalförordningar trädde i kraft och kommuner bildades i landet ingick Älvsby socken i Piteå landskommun. Den 1 januari 1874 utbröts Älvsby landskommun ur Piteå. Den 19 maj 1933 inrättades Älvsbyns municipalsamhälle inom kommunen. Den 1 januari 1948 bröts sedan municipalsamhället ut ur kommunen för att bilda Älvsbyns köping.
Kommunreformen 1952 påverkade inte indelningarna i området, då varken Västerbottens eller Norrbottens län berördes av reformen. Den 1 januari 1969 uppgick Älvsby i köpingen. Sedan 1971 tillhör området den nuvarande Älvsbyns kommun.

### Kyrklig tillhörighet
I kyrkligt hänseende tillhörde kommunen Älvsby församling.

## Kommunvapen
Älvsby landskommun förde inte något vapen.

## Geografi

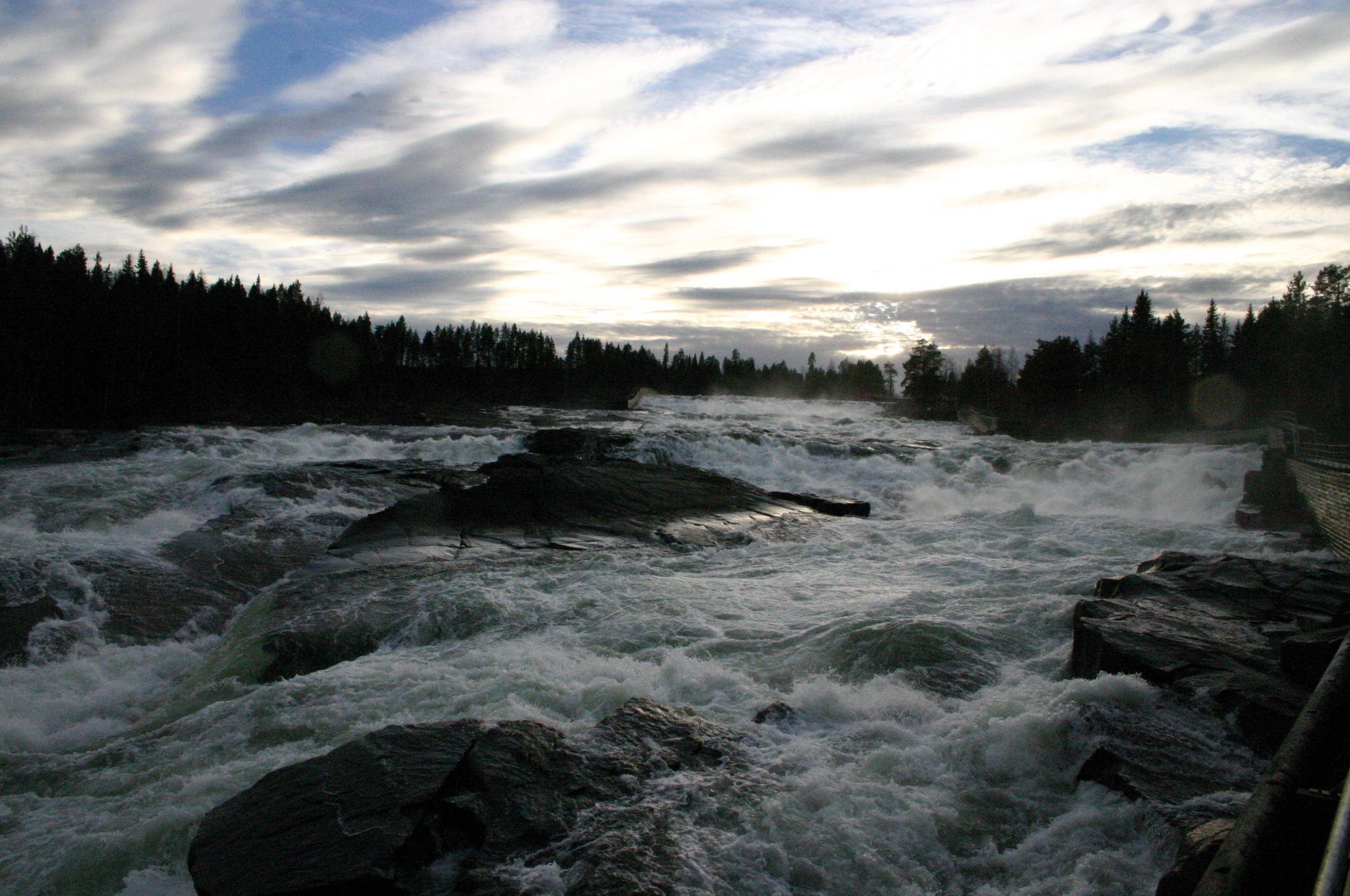
Storforsen i Pitälven.

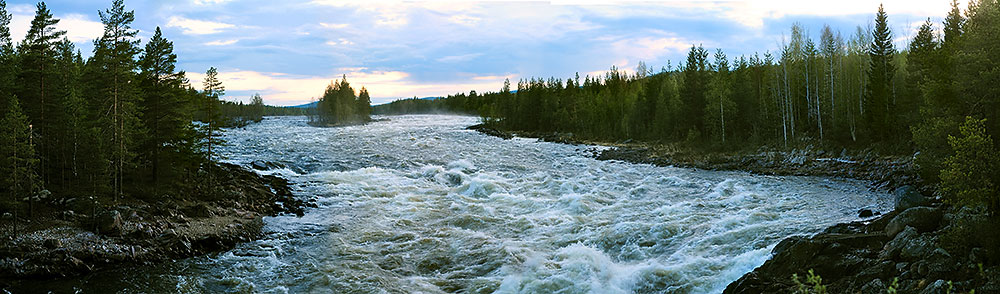
Benbryteforsen i Pitälven.

Älvsby landskommun omfattade den 1 januari 1952 en areal av 1 849,82 km², varav 1 761,76 km² land. Efter nymätningar och arealberäkningar färdiga den 1 januari 1954 omfattade landskommunen den 1 januari 1961 en areal av 1 756,02 km², varav 1 662,33 km² land.

### Tätorter i kommunen 1960
| Tätort    | Folkmängd |
| --------- | --------- |
| Vidsel    | 538       |
| Korsträsk | 320       |
| Vistheden | 307       |
| Bredsel   | 225       |

Tätortsgraden i kommunen var den 1 november 1960 23,7 procent.

## Befolkningsutveckling

### Älvsby landskommun
| Befolkningsutvecklingen i Älvsby landskommun 1890–1965 | Befolkningsutvecklingen i Älvsby landskommun 1890–1965 | Befolkningsutvecklingen i Älvsby landskommun 1890–1965 | Befolkningsutvecklingen i Älvsby landskommun 1890–1965 | Befolkningsutvecklingen i Älvsby landskommun 1890–1965 |
| --- | ------------------------------------------------------ | ------------------------------------------------------ | ------------------------------------------------------ | ------------------------------------------------------ |
| |                                                        |                                                        |                                                        |                                                        |
| År |                                                        |                                                        | Invånare                                               |                                                        |
| 1890 | 1890                                                   |                                                        | 3 649                                                  | 3 649                                                  |
| 1895 | 1895                                                   |                                                        | 4 294                                                  | 4 294                                                  |
| 1900 | 1900                                                   |                                                        | 4 828                                                  | 4 828                                                  |
| 1905 | 1905                                                   |                                                        | 5 267                                                  | 5 267                                                  |
| 1910 | 1910                                                   |                                                        | 5 270                                                  | 5 270                                                  |
| 1915 | 1915                                                   |                                                        | 6 252                                                  | 6 252                                                  |
| 1920 | 1920                                                   |                                                        | 6 904                                                  | 6 904                                                  |
| 1925 | 1925                                                   |                                                        | 7 276                                                  | 7 276                                                  |
| 1930 | 1930                                                   |                                                        | 7 568                                                  | 7 568                                                  |
| 1935 | 1935                                                   |                                                        | 8 337                                                  | 8 337                                                  |
| 1940 | 1940                                                   |                                                        | 8 818                                                  | 8 818                                                  |
| 1945 | 1945                                                   |                                                        | 9 224                                                  | 9 224                                                  |
| 1950 | 1950                                                   |                                                        | 6 606                                                  | 6 606                                                  |
| 1955 | 1955                                                   |                                                        | 6 326                                                  | 6 326                                                  |
| 1960 | 1960                                                   |                                                        | 5 935                                                  | 5 935                                                  |
| 1965 | 1965                                                   |                                                        | 5 370                                                  | 5 370                                                  |
| Inklusive Älvsby municipalsamhälle 1935-1945 Källa: SCB - Befolkning 1851 - 1910, SCB - Folkmängd inom administrativa områden 1910-1961 och Folkmängd 31 dec 1950-1975 i län, kommuner och församlingar enligt kommunindelningen 1 jan 1976. |                                                        |                                                        |                                                        |                                                        |

### Älvsby municipalsamhälle
| Befolkningsutvecklingen i Älvsby municipalsamhälle 1935–1945 | Befolkningsutvecklingen i Älvsby municipalsamhälle 1935–1945 | Befolkningsutvecklingen i Älvsby municipalsamhälle 1935–1945 | Befolkningsutvecklingen i Älvsby municipalsamhälle 1935–1945 | Befolkningsutvecklingen i Älvsby municipalsamhälle 1935–1945 |
| --- | ------------------------------------------------------------ | ------------------------------------------------------------ | ------------------------------------------------------------ | ------------------------------------------------------------ |
| |                                                              |                                                              |                                                              |                                                              |
| År |                                                              |                                                              | Invånare                                                     |                                                              |
| 1935 | 1935                                                         |                                                              | 1 229                                                        | 1 229                                                        |
| 1940 | 1940                                                         |                                                              | 1 206                                                        | 1 206                                                        |
| 1945 | 1945                                                         |                                                              | 1 327                                                        | 1 327                                                        |
| Källa: SCB - Folkmängd inom administrativa områden 1910-1961 och Folkmängd 31 dec 1950-1975 i län, kommuner och församlingar enligt kommunindelningen 1 jan 1976. |                                                              |                                                              |                                                              |                                                              |

## Politik

### Mandatfördelning i valen 1938-1966
| 8 | 14 | 2 | 4 | 2 |

| 28 |

| 8 | 15 | 5 | 2 |

| 28 |

| 10 | 13 | 4 | 2 |  |

| 28 |

| 9 | 16 | 4 |  |

| 28 |

| 8 | 15 | 4 | 2 |  |

| 28 |

| 7 | 17 | 4 |  |  |

| 28 |

| 7 | 17 | 4 |  |  |

| 27 |

| 8 | 13 | 5 |  | 2 |  |

| 27 |

### Fotnoter
1. ↑  Öberg 1945, sida 16
2. ↑  Per Andersson: Sveriges kommunindelning 1863-1993, Draking, Mjölby 1993, ISBN 91-87784-05-X, s. 99
3. 1 2  SCB: Folkräkningen 1950 del 1 Arkiverad 29 oktober 2013 hämtat från the Wayback Machine. sida 18 & 190 i pdf:en
4. ↑  Statistiska centralbyrån: Folkräkningen 1960 Del 1 Arkiverad 14 oktober 2013 hämtat från the Wayback Machine. sida 74 & 221 i pdf:en anm. till Norrbottens län not 3
5. ↑  SCB Folkräkningen 1960 del 2 Arkiverad 24 september 2015 hämtat från the Wayback Machine. sida 46 i pdf:en